# Urwany Żleb (Giewont)

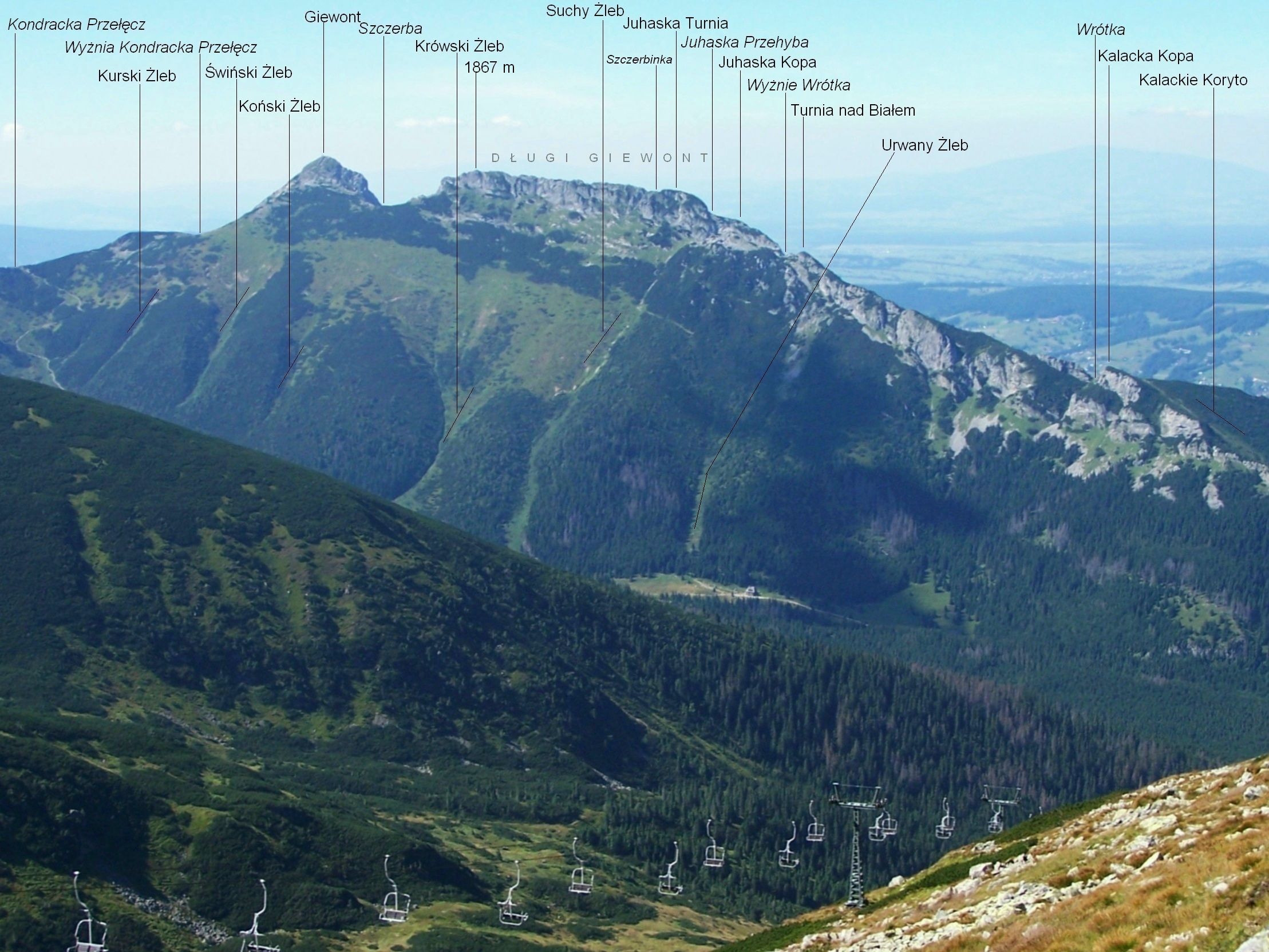
Widok ze szlaku na Kasprowy Wierch

Urwany Żleb – jeden ze żlebów w południowych stokach Długiego Giewontu w Tatrach Zachodnich. Górny jego koniec znajduje się poniżej wierzchołka Turni nad Białem. Opada w południowo-wschodnim kierunku na Polanę Kondratową. Jego wylot znajduje się na północnym brzegu tej polany, w lesie nieco powyżej schroniska PTTK na Hali Kondratowej. Żlebem tym zimą schodzą lawiny. Lawiny śnieżne nie zagrażają schronisku. W 1953 jednak pod granią Długiego Giewontu zawaliła się jedna z turniczek i Urwanym Żlebem zeszła lawina kamienna. Dwa duże głazy zatrzymały się tuż przed budynkiem schroniska. Jeden z nich miał masę ok. 50 ton. Trzeci duży głaz, o wadze około 30 ton uderzył w schronisko, wbijając się w jego narożnik.
Zbocza Urwanego Żlebu porośnięte są kosodrzewiną i lasem, koryto jest trawiaste.